# Kvasice
Kvasice (v historii též Quassitz nebo Kwassitz) jsou obec v okrese Kroměříž ve Zlínském kraji na okraji Chřibů, s nadmořskou výškou 191 m n. m. Obcí prochází silnice II/367 a protéká řeka Morava, do které v severní části obce u sportovního hřiště ústí vodní tok Dolní Kotojedky. Žije zde přibližně 2 200 obyvatel. Sousedními obcemi sídla jsou Tlumačov, Bařice-Velké Těšany, Nová Dědina, Hulín, Střížovice, Karolín, Bělov a Otrokovice. Nachází se zde Kostel Nanebevzetí Panny Marie a svatého Jana Nepomuckého.

## Název
Na vesnici bylo přeneseno původní pojmenování jejích obyvatel Kvasici. Jeho základem bylo osobní jméno Kvas (buď totožné s obecným kvas - "alkohol" nebo vzniklé krácením jmen jako Strachkvas, Čúkvas). Význam místního jména byl "Kvasovi lidé".

## Historie
První písemná zmínka o obci pochází z roku 1141 (Quasicih).
V pobělohorské době měli Kvasice v držení Rottalové: Jan z Rottalu je v roce 1636 získal od své manželky Aleny Bruntálské z Vrbna a po smrti Jáchyma Adama z Rottalu (1708-1746) přešly Kvasice Lambergům, protože jeho dcera Marie Anna se provdala za Františka Adama z Lamberka. V letech 1845-1945 drželi zámek a město Thun-Hohensteinové. V říjnu 1850 zde Emanuel Proskowetz a Ferdinand Urbánek uvedli do provozu jeden z nejmodernějších cukrovarů na Moravě. Roku 1902 zdědil panství Jaroslav Thun-Hohenstein,
který na zámku v září 1892 hostil malíře Ferdinanda Engelmüllera.
Jaroslav byl švagrem následníka trůnu Františka Ferdinanda d'Este, který do Kvasic často jezdil na hony.

## Obyvatelstvo

### Struktura
Vývoj počtu obyvatel za celou obec i za její jednotlivé části uvádí tabulka níže, ve které se zobrazuje i příslušnost jednotlivých částí k obci či následné odtržení.
| Rok            | 1869  | 1880  | 1890  | 1900  | 1910  | 1921  | 1930  | 1950  | 1961  | 1970  | 1980  | 1991  | 2001  | 2011  | 2021  |
| -------------- | ----- | ----- | ----- | ----- | ----- | ----- | ----- | ----- | ----- | ----- | ----- | ----- | ----- | ----- | ----- |
| Počet obyvatel | 1 584 | 1 788 | 1 818 | 1 769 | 1 767 | 1 779 | 2 003 | 2 185 | 2 318 | 2 296 | 2 314 | 2 307 | 2 285 | 2 253 | 2 139 |
| Počet domů     | 191   | 235   | 254   | 271   | 296   | 312   | 363   | 493   | 509   | 550   | 561   | 662   | 648   | 655   | 680   |

## Obecní správa

### Obecní symboly
Ke dni 15. listopadu 2005 bylo obci tehdejším předsedou Poslanecké sněmovny Lubomírem Zaorálkem uděleno právo k používání vlajky obce (na základě rozhodnutí číslo 62 Výboru pro vědu, vzdělání, kulturu, mládež a tělovýchovu Poslanecké sněmovny Parlamentu České republiky). Na vlajce (mající poměr šířky ku délce 2:3) je list tvořený třemi vodorovnými pruhy (červeným, bílým a červeným) v poměru 8:3:3. V žerďové části horního pruhu je zobrazena bílá zavinutá střela.
Vlajka byla slavnostně vysvěcena spolu se znakem obce při příležitosti kvasické pouti Nanebevzetí Panny Marie 12. srpna 2006. Bílý pruh v dolní části vlajky znázorňuje řeku Moravu, která katastrem Kvasic protéká. Bílá zavinutá střela (tzv. odřivous) na červeném poli je odvozena ze znaku a patřila dříve šlechtickému rodu Benešovců z Benešova, ze kterého pochází první písemně doložený majitel obce Ondřej z Benešova a Kvasic. Protože se znak, který obec používá od roku 1360, podobá znakům obcí Kravaře a Bílovec (které byly rovněž v minulosti majetkem spřízněných rodů), předcházely svěcení obecních symbolů několikaleté spory s heraldiky na téma nutnosti jeho změny.

## Pamětihodnosti
- Zámek Kvasice
- Kostel Nanebevzetí Panny Marie a svatého Jana Nepomuckého – na náměstí Antoše Dohnala
- Kostel Nanebevzetí Panny Marie – na hřbitově
- Kaple Panny Marie Bolestné
- Kaple Panny Marie Pomocné
- Socha svatého Jana Nepomuckého
- Fara na náměstí Antoše Dohnala
- Křížová cesta

## Ochrana přírody a památné stromy
Jih obce zasahuje do Chřibů, což je evropsky významná lokalita.
V zámeckém parku stojí Ořešák v Kvasicích, který byl v říjnu 2017 vyhlášen vítězem 16. ročníku ankety Strom roku. V severní části obce stojí dva památné duby, jeden z nich u cukrovaru a druhý u silnice na Kroměříž.
Podél hřiště na severní straně Kvasic vede lipová alej. Starou silnici na Tlumačov za bývalým mostem lemuje jasanová alej. Na jih od obce vede lipovo-jírovcová alej se starou barokní křížovou cestou.

## Rodáci
- Marian Karel Ulman (1694–1765), dějepisec, premonstrát v olomouckém klášteře Hradisko[7][17]
- Jan Wunder (1811–1889), lesník
- Leopold Josef Hansmann (1824–1863), redaktor, novinář a spisovatel[18]
- Leo Nagel (1835–1891), právník, spisovatel a politik
- Maximilian von Proskowetz (1851–1898), agronom a diplomat
- Jaroslav Thun-Hohenstein (1864–1929), šlechtic, politik, starosta Kvasic
- Marcel Krasický (1898–1968), akademický malíř, grafik, ilustrátor, výtvarný pedagog
- Jindřich Spáčil (1899–1978), spisovatel, středoškolský profesor
- František Horák (1911–1983), knihovník, vysokoškolský pedagog
- Emanuel Opravil (1933– 2005), paleobotanik
- Friedrich von Thun (*1942), rakouský herec
- Michal Pavlata (1945–2017), herec

## Galerie

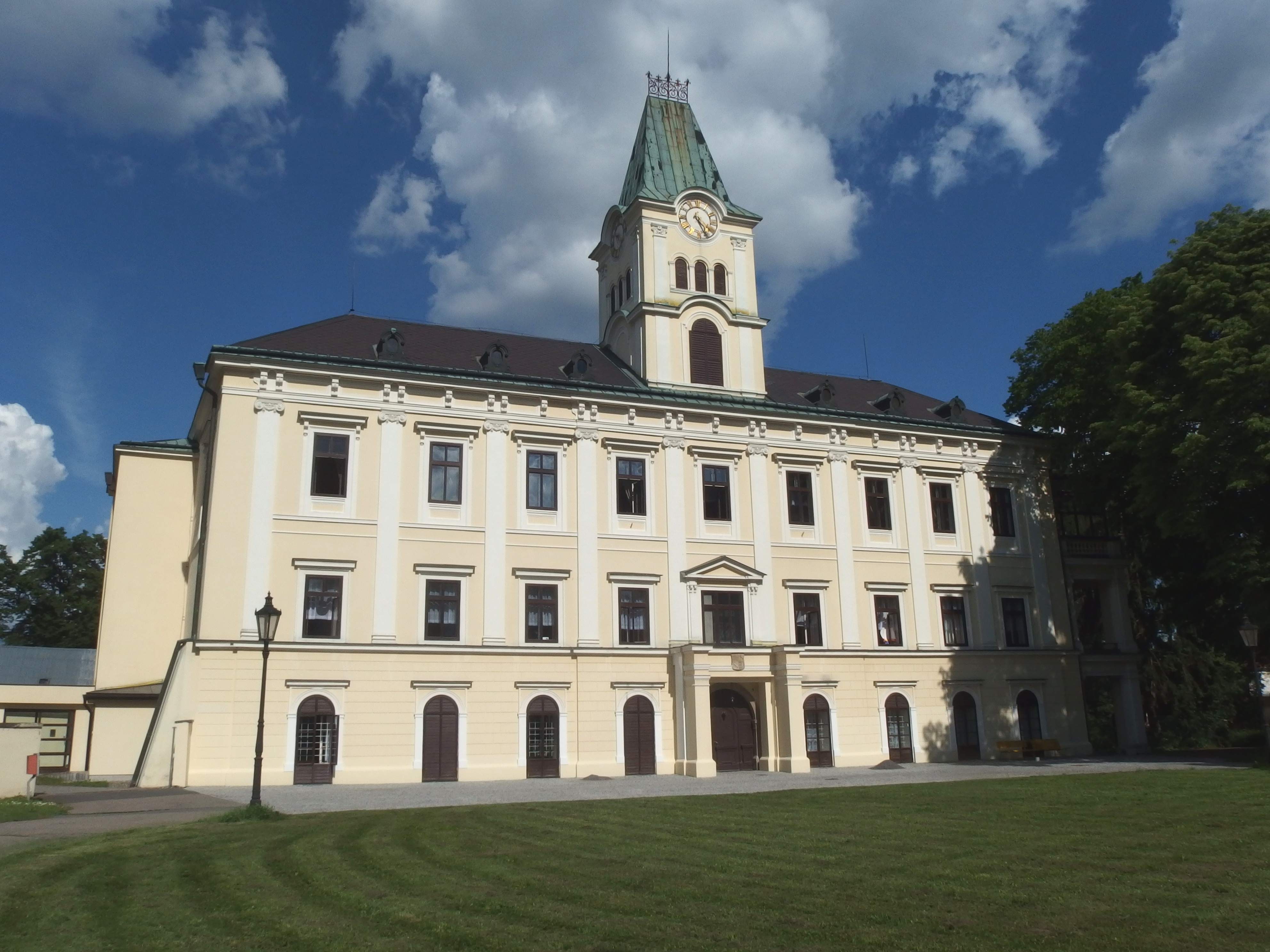
Zámek, dnes domov pro seniory
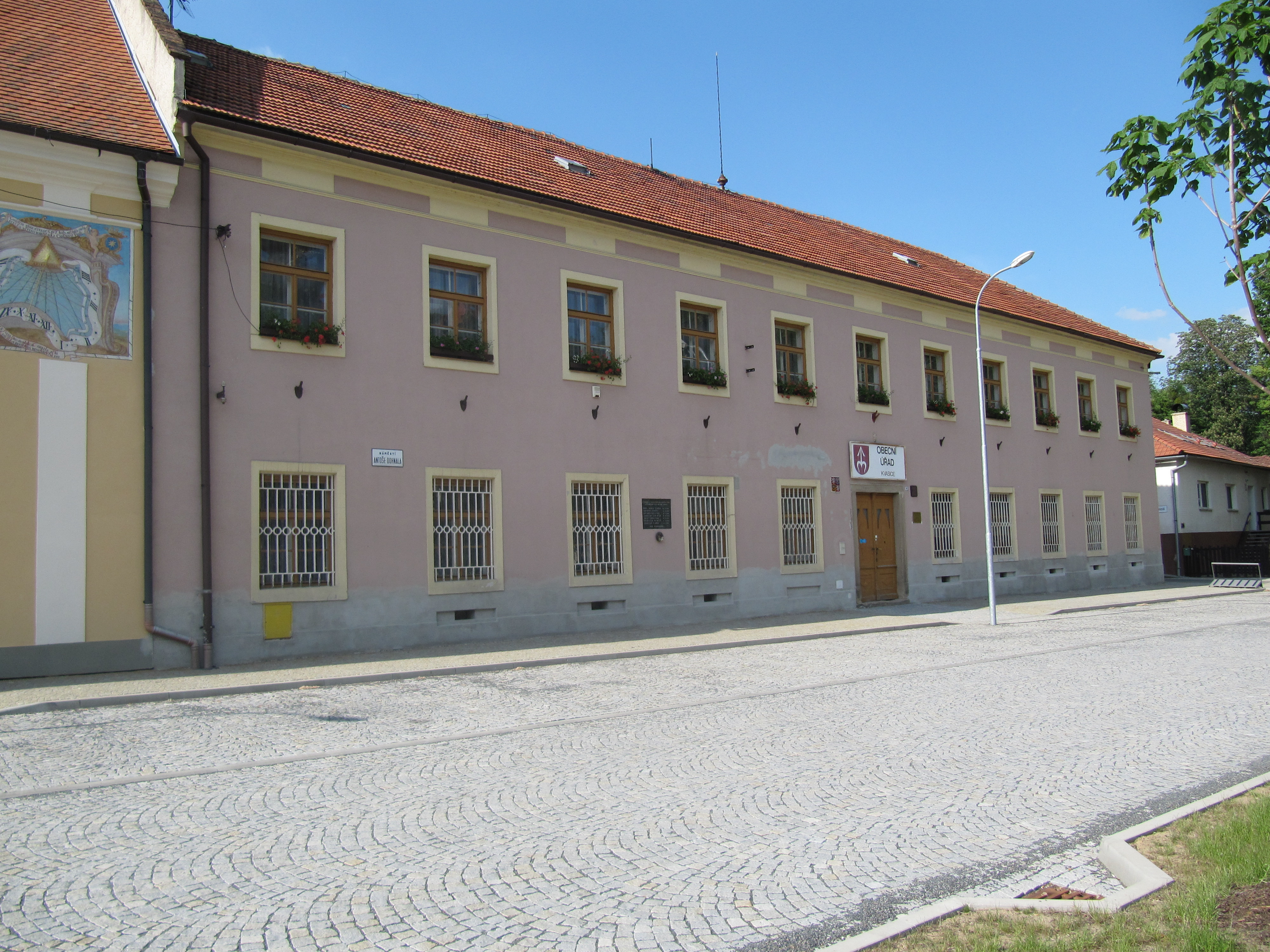
Obecní úřad
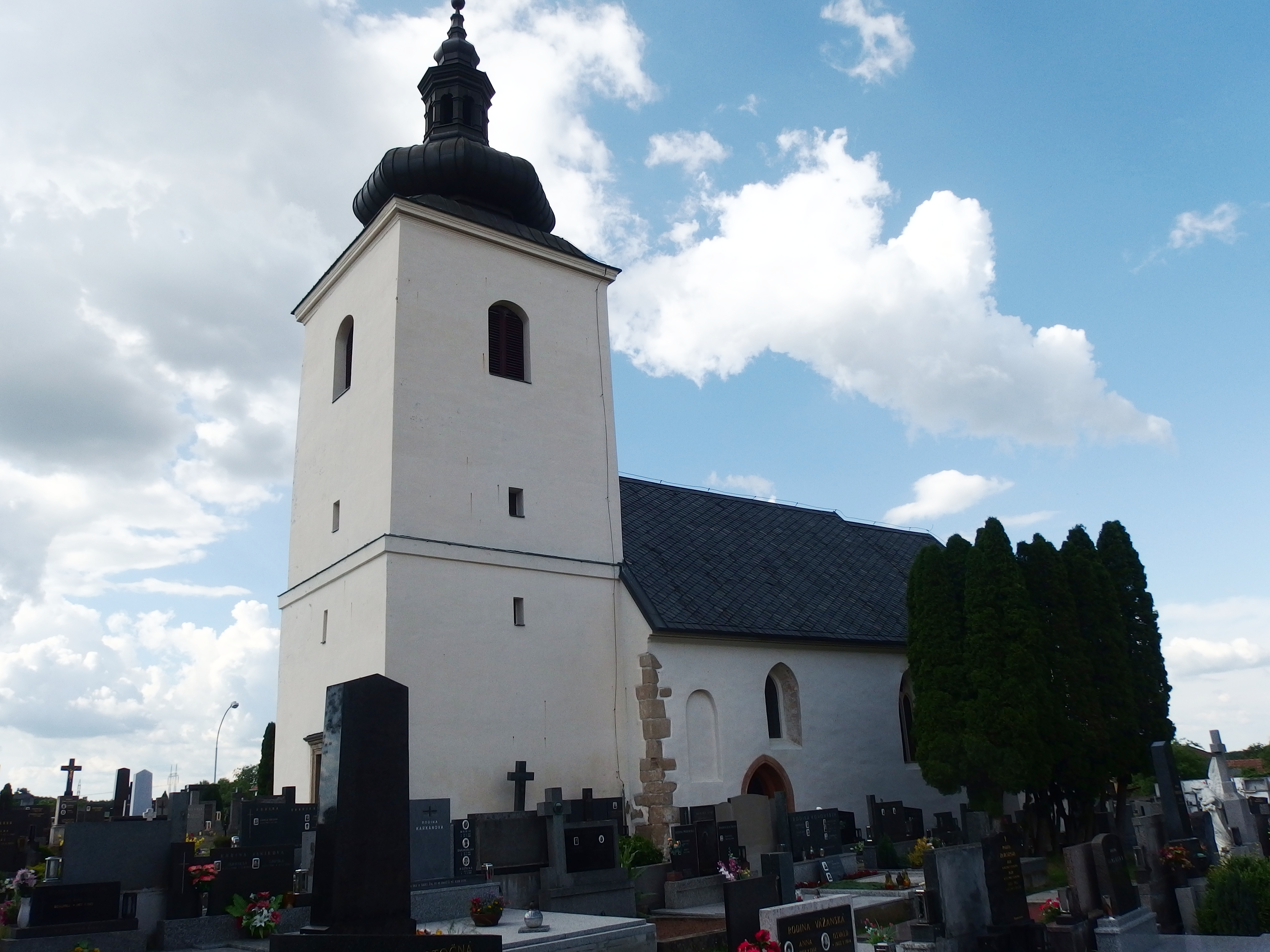
Hřbitovní kostel Nanebevzetí Panny Marie
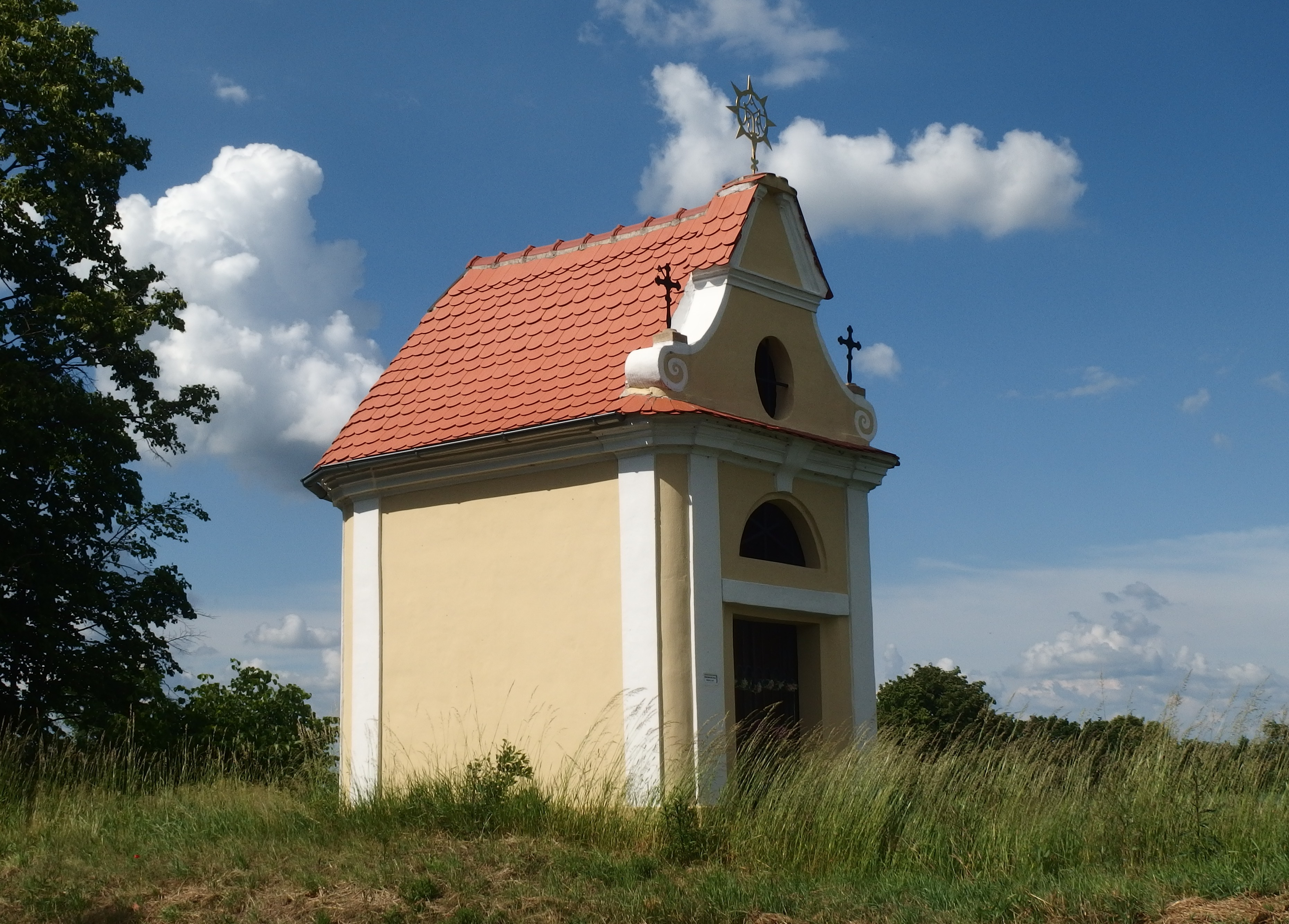
Kaple Panny Marie Bolestné, Na Vražisku
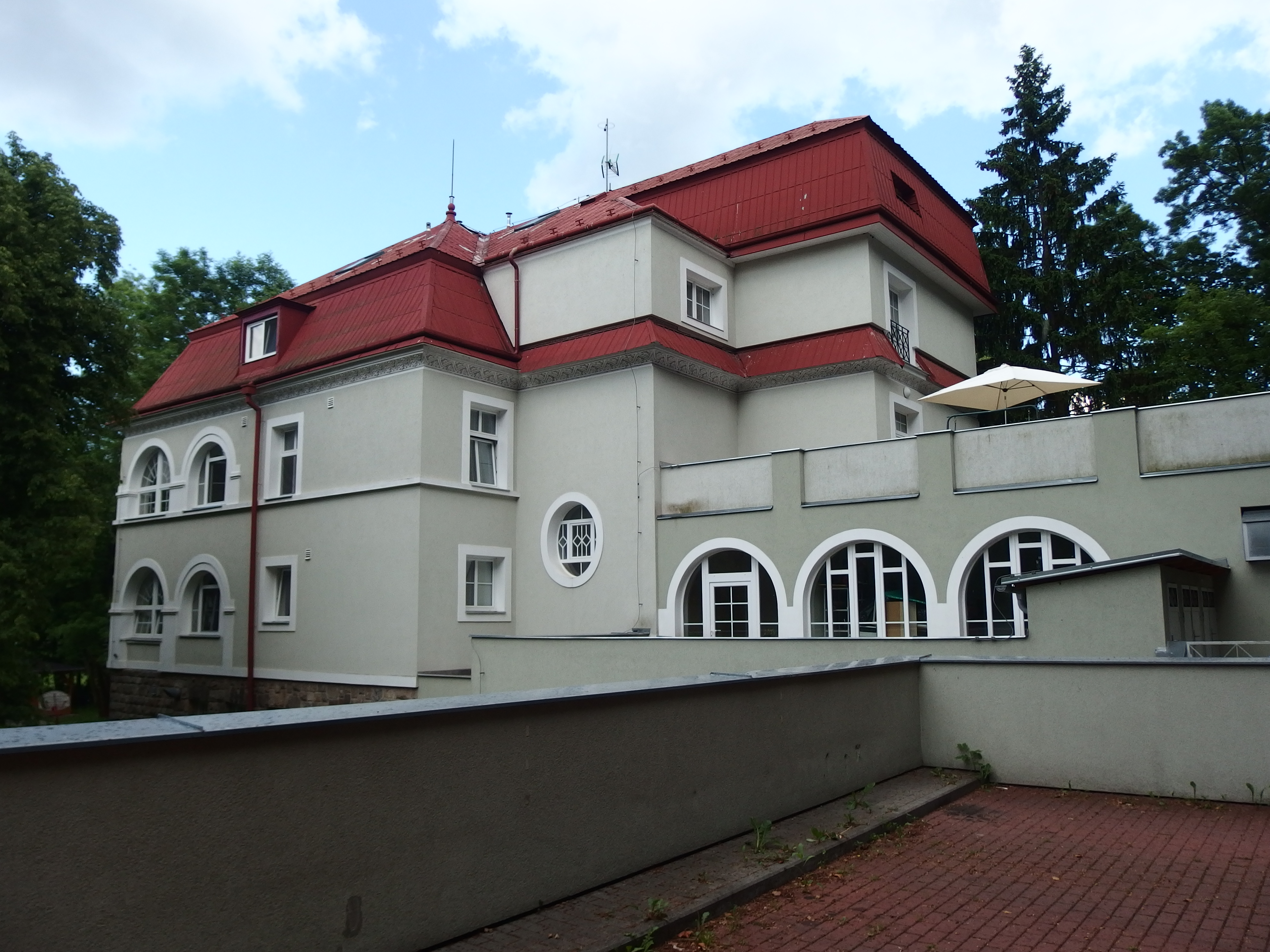
Bývalá Proskowetzova vila, dnes domov pro osoby se zdravotním postižením
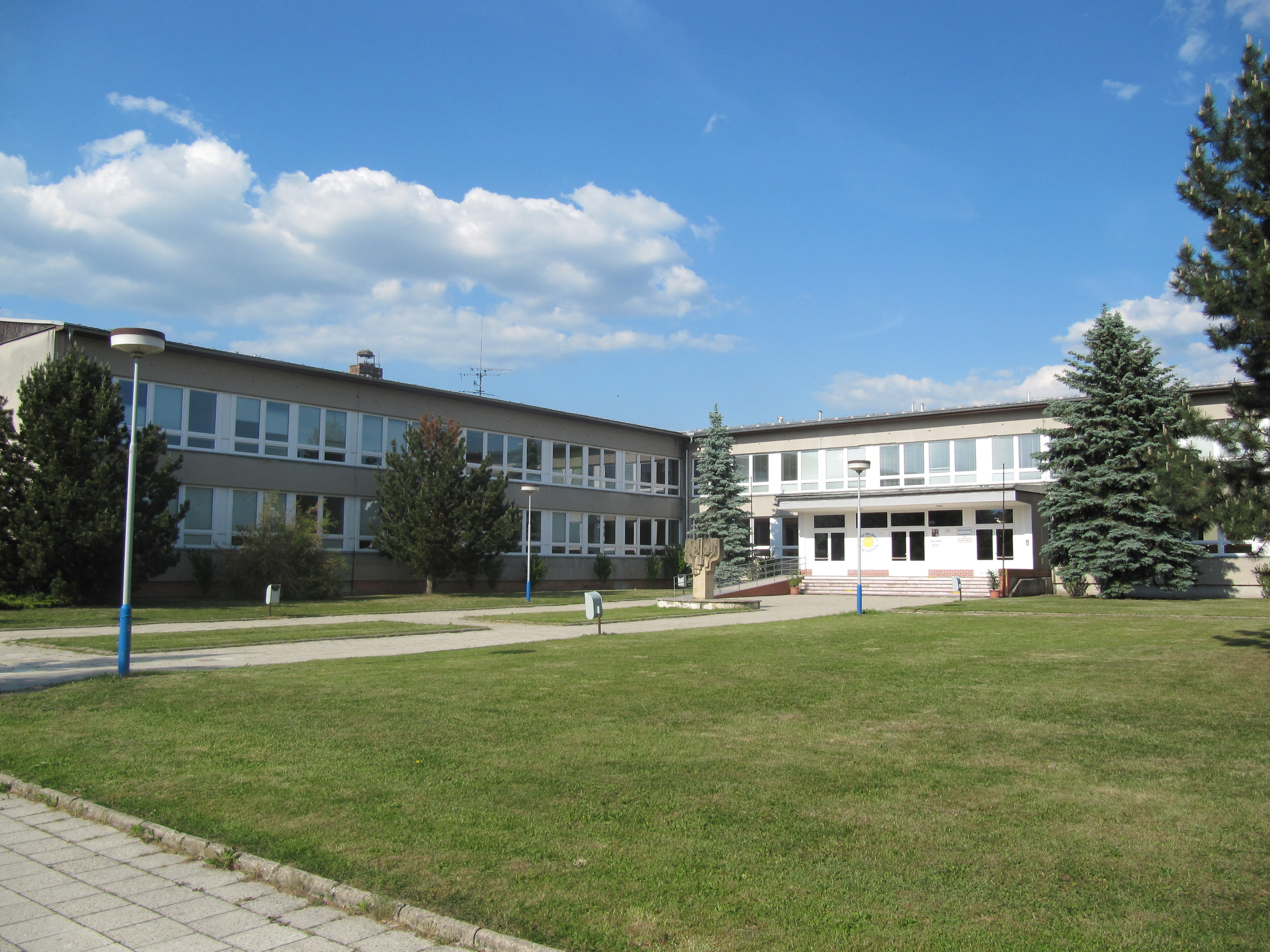
Základní škola